# Бланк, Александр Соломонович
Алекса́ндр Соломо́нович Бланк (3 июля 1921 — 20 января 1985) — советский историк-германист, доктор исторических наук, профессор, участник Великой Отечественной войны. Один из основных участников становления и развития советской германистики 40-80-х годов XX века.

## Биография
Родился в Одессе 3 июля 1921 года. Отец — юрист, мать — преподаватель немецкого языка, переводчица.
В старших классах в 1937—1938 годах работал вожатым в детском доме для испанских детей. Учился на историческом факультете Одесского университета, занимался журналистикой.
С началом Великой Отечественной войны вступил в добровольный студенческий истребительный батальон, участвовал в боях с румынскими войсками. После тяжелого ранения — эвакуирован морским путём. Лечился в Саратове, после госпиталя признан негодным к строевой службе.
1 июля 1942 года экстерном окончил образование в Майкопе, где работал  эвакуированный Одесский университет. В связи с наступлением немецких войск на Кавказ эвакуирован в Барнаул вместе с Одесским университетом. В Барнауле работал в эвакуированном Центральном государственном историческим архиве СССР, преподавал в Алтайском машиностроительном институте.
В начале 1943 года добровольцем ушёл в армию. Стал переводчиком в спецподразделениях по работе с немецкими военнопленными: в Сталинграде, в Красногорской антифашистской школе, Суздальском лагере для военнопленных. Работал с фельдмаршалом Паулюсом в качестве переводчика.
С 1946 преподавал в вузах во Владимире (1946—1954), Курске (1954—1955), Череповце (1955—1969), Вологде (1969—1985). Скончался в 1985 году.

## Научная деятельность
Автор ряда книг по проблемам антифашистского Сопротивления и фашизма.
А. С. Бланк организовывал исследования по новейшей истории Германии в Вологде, подготовил более двадцати историков-германистов; был организатором всесоюзных симпозиумов. Стал одним из первых исследователей судьбы немецких военнопленных в СССР, занимался антифашистским движением в среде военнопленных, подчёркивая при этом роль эмигрантов-коммунистов Коминтерна.
Опубликованная в 1979 году в ФРГ немецкоязычная работа А. С. Бланка «Немецкие военнопленные в СССР» вызвала большой резонанс.

### Ученики
В число учеников А. С. Бланка, заметных своей преподавательской работой и историческими исследованиями, входят А. И. Борозняк, А. Е. Дмитриев, В. В. Касьянов, Р. Г. Кашин, В. Б. Конасов, В. А. Талашова, А. В. Патралов, Б. В. Петелин, Б. Л. Хавкин.

### Основные работы
- Бланк А. С. Коммунистическая Партия Германии в борьбе против фашистской диктатуры (1933—1945). М., 1964.
- Бланк А. С. Из истории раннего фашизма в Германии. М., 1978.
- Бланк А. С. Германский фашизм: Политика и идеология / Александр Бланк. — Москва: Изд-во агентства печати «Новости», 1982. — 96 с. : 16 л. ил.; 16 см.
- Бланк А. С. Старый и новый фашизм. М., 1982.
- Бланк А. С., Хавкин Б. Л. Вторая жизнь фельдмаршала Паулюса. М., 1990.
- Blank Alexander. Im Herzen des «Dritten Reiches» / Alexander Blank, Julius Mader. Rote Kapelle gegen Hitler: Dokumentarbericht. Berlin, Verlag der Nation, 1979.
- Blank Alexander. Die deutschen Kriegsgefangenen in der UdSSR. Köln, 1979.

## Память
В 2020 году память А. С. Бланка была увековечена мемориальной доской в Вологодском госуниверситете, где он работал.